# Hantzsche-Wendt-Mannigfaltigkeit
Die Hantzsche-Wendt-Mannigfaltigkeit (auch HW-Mannigfaltigkeit oder Didicosm) ist im mathematischen Teilgebiet der Riemannschen Geometrie eine kompakte, orientierbare und flache 3-Mannigfaltigkeit. Eine besondere Rolle spielt die Mannigfaltigkeit in der kosmischen Topologie als mögliche Form des Universums, da dadurch die Eigenschaften der kosmischen Hintergrundstrahlung besser erklärt werden können als mit einem 3-Torus. Benannt und erstmals untersucht wurde die Mannigfaltigkeit von den deutschen Mathematikern Walter Hantzsche und Hilmar Wendt im Jahr 1934.

## Definition

Konstruktion der Hantzsche–Wendt-Mannigfaltigkeit durch (direkte oder verdrehte) Identifikation der Flächen eines Quaders

Die Kleinsche Vierergruppe {\displaystyle \mathbb {Z} _{2}\times \mathbb {Z} _{2}} wirkt auf dem 3-Torus {\displaystyle T^{3}=S^{1}\times S^{1}\times S^{1}} durch die antipodale Abbildung auf zwei Komponenten. Der Orbitraum:
{\displaystyle D:=T^{3}/(\mathbb {Z} _{2}\times \mathbb {Z} _{2})}
ist die Hantzsche-Wendt-Mannigfaltigkeit.

## Eigenschaften
- Die Holonomiegruppe der Hantzsche-Wendt-Mannigfaltigkeit ist {\displaystyle \mathbb {Z} _{2}^{2}}.[3]
- Die erste Homologiegruppe der Hantzsche-Wendt-Mannigfaltigkeit ist {\displaystyle \mathbb {Z} _{4}^{2}}.[4]

## Verallgemeinerungen
Der erste und zweite Amphidicosm sind kompakte, nicht orientierbare und flache 3-Mannigfaltigkeiten mit Holonomiegruppe {\displaystyle \mathbb {Z} _{2}^{2}} und Betti-Zahl {\displaystyle 1}.
Eine verallgemeinerte Hantzsche-Wendt-Mannigfaltigkeit ist eine kompakte und flache {\displaystyle n}-Mannigfaltigkeit mit Holonomiegruppe {\displaystyle \mathbb {Z} _{2}^{n-1}}.

## Trivia
Der Didicosm spielt eine zentrale Rolle in der gleichnamigen Science-Fiction-Kurzgeschichte Didicosm von Greg Egan.